# Dicranoloma argutum
Dicranoloma argutum là một loài Rêu trong họ Dicranaceae. Loài này được (Hampe) Paris mô tả khoa học đầu tiên năm 1904.